# 美因河畔吕瑟尔斯海姆
美因河畔吕瑟尔斯海姆（德語：Rüsselsheim am Main，發音：[ˈʁʏsl̩sˌhaɪm ʔam ˈmaɪn]；2015年7月30日之前名为吕瑟尔斯海姆 (Rüsselsheim)）是德国黑森州达姆施塔特行政区大盖劳县的城市，属于莱茵-美因城市群，面积58.29平方千米，2023年12月31日人口为67,656人。境內有生产欧宝汽车的汽車工廠。